# Nemilkovský dub
Nemilkovský dub je památný strom u Nemilkova, západně od Velhartic. Přibližně třistaletý dub letní (Quercus robur) roste na louce u lesa, asi 250 m jižně od oblouku železniční tratě z Běšin do Nemilkova, v nadmořské výšce 550 m. Obvod jeho kmene měří 580 cm a koruna stromu dosahuje do výšky 26 m (měření 2000). Chráněn je od roku 1978 pro svůj vzrůst a jako krajinná dominanta.

## Stromy v okolí
- Dub u Dvora
- Chrástovský dub
- Lípa na návsi v Malonicích
- Malonická lípa
- Dub u Malonic
- Velhartické lípy

## Galerie

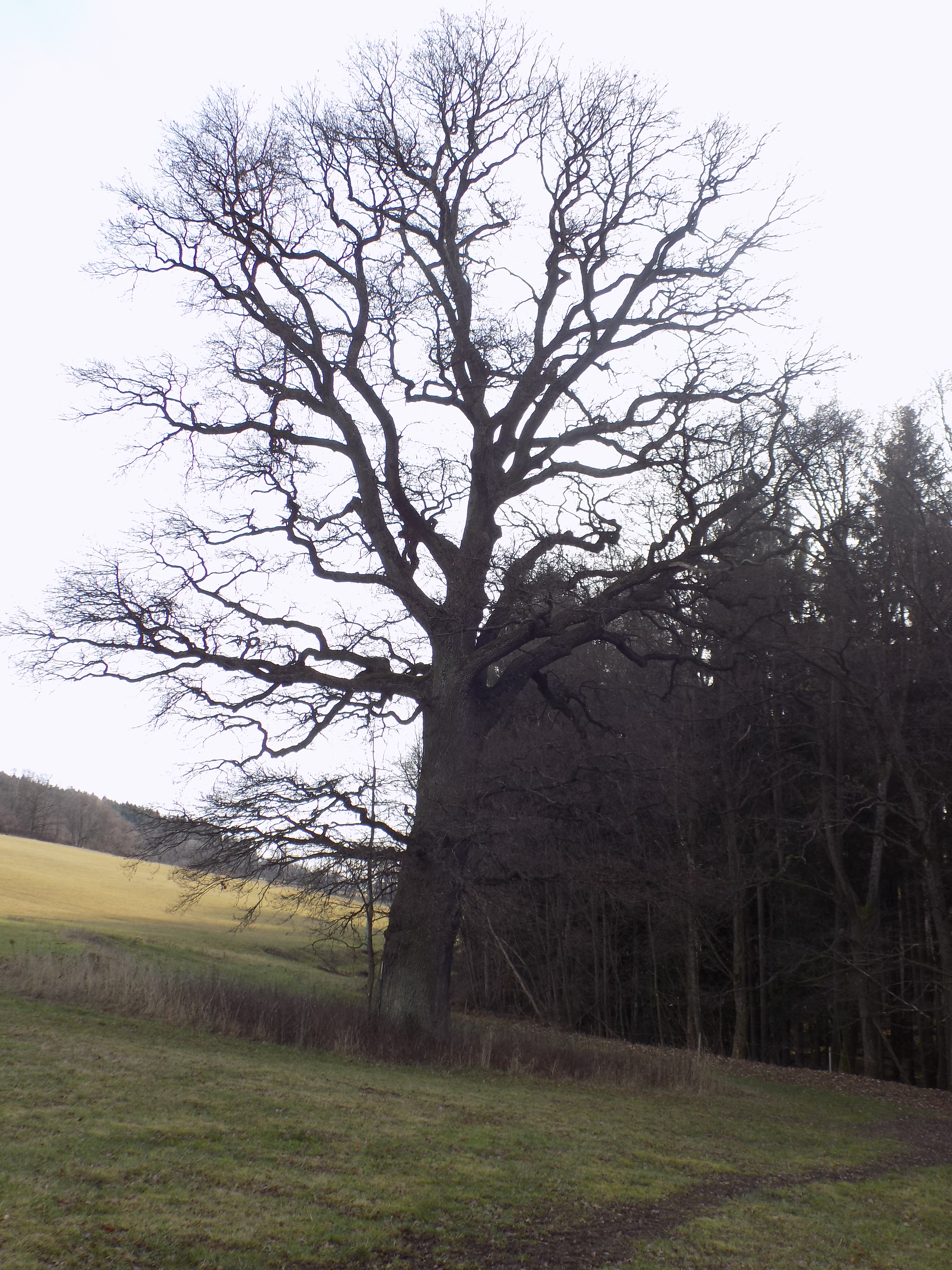
Nemilkovský dub
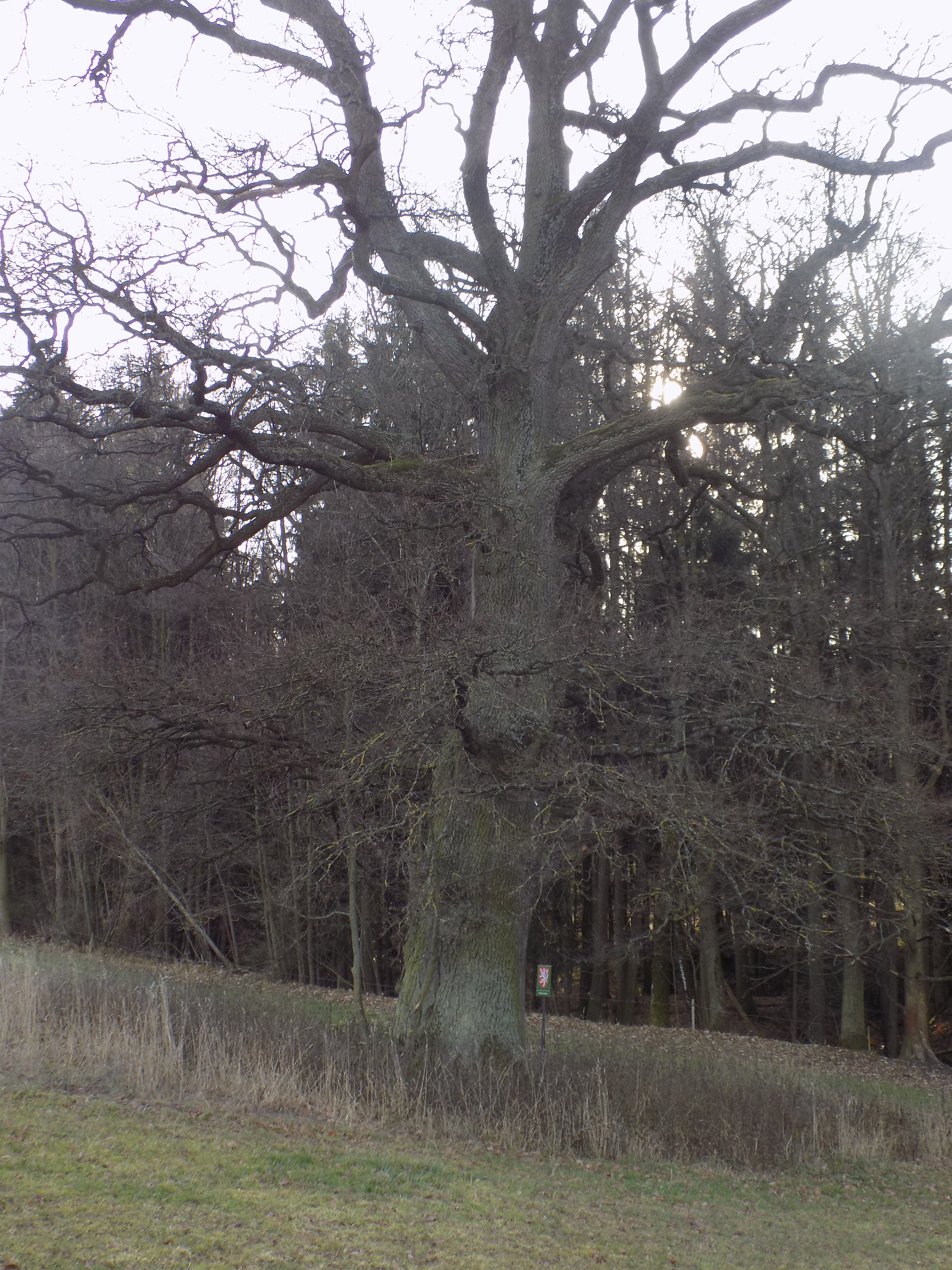
Nemilkovský dub